# Scuole di giornalismo in Italia
Le scuole di giornalismo in Italia sono degli enti di formazione che preparano alla professione del giornalismo. Esse consentono l'accesso all'esame di giornalista professionista in luogo del tirocinio professionale.

## Storia

### Dal ventennio fascista al dopoguerra
La prima scuola in Italia fu la "Scuola di giornalismo fascista" sorta a Roma nel novembre 1929 su impulso di Paolo Orano ed Ermanno Amicucci, con il patrocinio del ministro Giuseppe Bottai. Compito della scuola era quello di curare la preparazione tecnica dei futuri giornalisti e, nel contempo, inquadrarli politicamente onde poterne assicurare la fedeltà al regime fascista.
Nel 1930 Paolo Orano si fece anche promotore, presso l'Università di Perugia, dell'istituzione di un indirizzo giornalistico (optativo) nel seno della Regia facoltà di scienze politiche dell'ateneo che avrebbe dovuto agire in stretto coordinamento con la scuola di giornalismo fascista di Roma. I laureati avevano la possibilità di iscriversi all'albo dei giornalisti senza aver effettuato il tirocinio previsto per legge.
Nel 1953 nacque l'"Istituto Superiore di Giornalismo" di Palermo, finanziato dalla Regione Siciliana. Fino agli anni '80 rilasciava agli iscritti il tesserino di giornalista pubblicista. Non è riconosciuto dall'OdG. Nel 1970 Gaetano Fusaroli, direttore della sede ANSA di Genova fondò la prima Scuola di Giornalismo (non riconosciuta ufficialmente dall'Ordine). La prima Scuola di Giornalismo legalmente riconosciuta fu fondata a Milano.

### I primi percorsi universitari
Dagli anni settanta all'interno di facoltà (sociologia, scienze politiche, scienze della formazione) di alcuni atenei italiani nacquero i primi piani di studi in giornalismo e poi, dai primi anni novanta, all'interno della facoltà di scienze della comunicazione.
Furono istituiti corsi di laurea settoriali, come per esempio il corso di laurea in media e giornalismo "Adriano Olivetti" dell'Università di Firenze ed il corso di laurea in giornalismo per uffici stampa, quello in comunicazione pubblica dell'Università di Palermo ed il corso di laurea in scienze politiche per il giornalismo alla facoltà di scienze politiche dell'ateneo di Messina. Dal 1990, dopo un'iniziativa pilota dell'Istituto per la Formazione al Giornalismo di Milano, il Consiglio nazionale dell'Ordine dei giornalisti ha riconosciuto l'ammissione agli esami di idoneità professionale e quindi l'accesso al professionismo giornalistico .
Alla LUMSA ed a Palermo era attivo anche, in convenzione con l'Ordine dei giornalisti, l'indirizzo "giornalismo", molto simile a comunicazioni di massa, ma comprendente anche, per 15 studenti selezionati al terzo anno, il "praticantato" giornalistico, svolto con l'ausilio di testate-laboratorio. Presso la sede di Savona della facoltà di scienze della formazione dell'Università di Genova era attivo il corso di diploma universitario in Giornalismo, di durata triennale, che pure prevedeva il praticantato. Nel 1992 in collaborazione tra la RAI e l'Università degli Studi di Perugia nacque la Scuola di giornalismo radiotelevisivo .
Con la riforma degli anni 2000, il MIUR ha inserito tra le classi delle lauree specialistiche, la "13/s – classe delle lauree in editoria, comunicazione multimediale e giornalismo".

### Gli accreditamenti del 2022
Nel 2022 le scuole riconosciute dall'Ordine dei giornalisti sono 11 in tutto il territorio nazionale, così distribuite :
- Nord: 
  - Master Biennale in Giornalismo a Stampa, Radiotelevisivo e Multimediale Università Cattolica Sacro Cuore a Milano;
  - Master biennale di I livello in Giornalismo della Libera Università di Lingue e Comunicazione IULM a Milano;
  - Master biennale di I livello in giornalismo dell'Università degli Studi di Milano/IFG - (Scuola di giornalismo “Walter Tobagi”) a Sesto San Giovanni;
  - Master in Giornalismo “Giorgio Bocca” dell'Università di Torino;
  - Master biennale di I livello in Giornalismo – Alma Mater Studiorum Università di Bologna.
- Centro: 
  - Istituto per la Formazione al Giornalismo di Urbino;
  - Scuola di giornalismo radiotelevisivo di Perugia;
  - Scuola Superiore di Giornalismo "Massimo Baldini" dell’Università LUISS Guido Carli a Roma;
  - Master biennale di I livello in Giornalismo della Libera Università SS. Assunta (LUMSA) a Roma;
- Sud: 
  - Master biennale di I livello in Giornalismo dell’Università di Bari;
  - Master biennale di I livello in Giornalismo dell'Università Suor Orsola Benincasa di Napoli.

## Organizzazione ed attività
Sebbene alcune scuole di giornalismo si avvalgano degli spazi didattici e del personale amministrativo delle università pubbliche, esse risultano indipendenti dall'ateneo ospitante e godono quindi della medesima autonomia didattica, gestionale, organizzativa, patrimoniale, contabile, finanziaria, normativa e impositiva.
In altre parole, il numero di posti disponibili e i requisiti di accesso sono a totale discrezione delle scuole, in particolare per quanto riguarda il massimale delle tasse d'iscrizione fissato per legge per tutto il territorio nazionale e il principio di progressività della tassazione in ragione del reddito e del merito scolastico.

## La prova di ammissione
La prova di ammissione iniziale è solitamente strutturata come l'esame di ammissione conclusivo per l'Ordine dei giornalisti: sintesi di un articolo e tema scritti, quiz di cultura generale, seguiti da una prova orale davanti ad una commissione interna con presidente interno ai corsi. Il voto finale teneva conto del voto di laurea, delle conoscenze linguistiche, delle esperienze lavorative di settore e di quelle extracurricolari.

## Dati statistici
Dal 2012 al 2019 i costi sono rimasti variabili dagli 8.000 ai 21.000 euro per le sole tasse d'iscrizione del biennio, a cui si aggiungono le spese di vitto e alloggio per i fuori sede e gli oneri di ammissione all'Esame di Stato.

L'I.G.F. "Carlo De Martino", la più antica scuola di giornalismo italiana e l'unica gratuita, dal 2008 è stata assorbita all'interno dell'Università Statale di Milano, a seguito del taglio dei fondi regionali.